# Blissus planarius
Blissus planarius är en insektsart som beskrevs av Barber 1937. Blissus planarius ingår i släktet Blissus och familjen Blissidae. Inga underarter finns listade i Catalogue of Life.